# Cantó de Crécy-la-Chapelle
El cantó de Crécy-la-Chapelle és un antic cantó francès del districte de Meaux (departament del Sena i Marne. Comptava amb 18 municipis. El cap era Crécy-la-Chapelle.
Al 2015 va desaparèixer i el seu territori va passar a formar part del nou cantó de Serris.

## Municipis
- Bouleurs
- Boutigny
- Condé-Sainte-Libiaire
- Couilly-Pont-aux-Dames
- Coulommes
- Coutevroult
- Crécy-la-Chapelle
- Esbly
- La Haute-Maison
- Montry
- Quincy-Voisins
- Saint-Fiacre
- Saint-Germain-sur-Morin
- Sancy-les-Meaux
- Vaucourtois
- Villemareuil
- Villiers-sur-Morin
- Voulangis

| Data d'elecció                           | Identitat              | Partit        | Qualitat |
| ---------------------------------------- | ---------------------- | ------------- | -------- |
| 1945-1951                                | M. Bailloux            | RI            |          |
| 1951-1982                                | Jean de Moustier       | Divers droite |          |
| 1982-1988                                | Robert Héraud          | UDF           |          |
| 1988-1994                                | Antoine de Moustier    | UDF           |          |
| 1994-2005                                | Michel Houel           | RPR           |          |
| 2005-                                    | Valérie Pottiez-Husson | UMP           |          |
| les dades anteriors no són pas conegudes |                        |               |          |
|                                          |                        |               |          |